# باسل تومسون
باسل تومسون (مواليد 24 نوفمبر 1934) هو ملاكم ميانماري، مثّل بلاده في الألعاب الأولمبية الصيفية 1952.

## روابط خارجية
باسل تومسون على موقع أوليمبيديا (الإنجليزية)